# الرابطة العالمية لتنمية الزنوج وعصبة المجتمعات الإفريقية
الرابطة العالمية لتنمية الزنوج وعصبة المجتمعات الأفريقية، هي منظمة أخوية سوداء القومية أسسها ماركوس غارفي، وهو جامايكي مهاجر إلى الولايات المتحدة الأمريكية. تمتعت منظمة الوحدة الإفريقية بذروة قوتها في عشرينيات القرن الماضي، وكانت ذات تأثير كبير قبل ترحيل غارفي إلى جامايكا في عام 1927. هبطت بعد ذلك مكانتها وقل نفوذها، لكن كان لها تأثير قوي على التاريخ الأمريكي الأفريقي والتنمية؛ وقيل إن الرابطة العالمية لتنمية الزنوج «بدون أدنى شك، المنظمة الأكثر سطوةً ضد الاستعمار في جامايكا قبل عام 1938.» (أونور فورد سميث).
تأسست المنظمة من أجل العمل على النهوض بالأشخاص من ذوي الأصل أفريقي في جميع أنحاء العالم. شعار المنظمة هو «إله واحد! هدف واحد! مصير واحد!» وشعارها الدعائي هو «إفريقيا للأفارقة، في الداخل والخارج!» أدت المهمة الموسعة للرابطة العالمية لتنمية الزنوج وعصبة المجتمعات الأفريقية إلى إنشاء عدد من العناصر المساعدة، من بينها «الفيلق الأفريقي» (قوات شبه عسكرية)، و«ممرضات الصليب الأسود»، بالإضافة إلى شركات مثل «بلاك ستار ستيم شيب لاين» و«نيغرو فاكتوريز كوربوريشن».

## البرنامج الليبيري
على الرغم من أن الرابطة العالمية لتنمية الزنوج لم تكن مجرد حركة «العودة إلى أفريقيا»، لكنها عملت على ترتيب هجرة الأمريكيين من أصل أفريقي الذين أرادوا الذهاب إلى أفريقيا. في أواخر عام 1923، سافر وفد رسمي من الرابطة العالمية لتنمية الزنوج ضم كل من روبرت لينكولن بوستون وهينريتا فينتون ديفيس إلى ليبيريا لاستعراض مواقع الأراضي المحتملة القابلة للشراء. كما قاموا بتقييم الحالة العامة للبلاد من وجهة نظر أعضاء الرابطة العالمية لتنمية الزنوج المهتمين بالعيش في أفريقيا.
ولكن بعد نحو شهرين، أمر الرئيس الليبيري بشكل مفاجئ جميع الموانئ الليبيرية برفض دخول أي عضو من «حركة غارفي». تبع هذا الإجراء بفترة قصيرة اتفاق شركة فايرستون للإطارات والمطاط مع ليبيريا على عقد إيجار مدته 99 عاماً بقيمة مليون فدان (4000 كيلومتر مربع) من الأرض. كان الهدف من ذلك استخراج ومعالجة المطاط للسوق العالمية. وقد دُعمت صفقة الأرض هذه من قبل الحكومات الأمريكية والأوروبية. عزمت ليبيريا بالأصل على تأجير الأرض إلى الرابطة العالمية لتنمية الزنوج مقابل سعر غير مسبوق للفدان (247 دولار/ كم²). وجهت الاتفاقية التجارية مع شركة فايرستون للإطارات والمطاط ضربة حادة لبرنامج إعادة الأفريقيين إلى وطنهم التابع للرابطة العالمية لتنمية الزنوج وأوحت بشكل افتراضي بأن هذه الإجراءات كانت مرتبطة ببعضها البعض.

## حقبة ما بعد غارفي
بدأت المنظمة في أخذ شكل مختلف بعد إدانة غارفي وسجنه بتهمة الاحتيال الإلكتروني في عام 1925 وترحيله إلى جامايكا في عام 1927. خلف جورج ويستون في عام 1926 غارفي في انتخابات الرابطة العالمية لتنمية الزنوج للمؤتمرات، ليصبح الرئيس العام المنتخب الثاني لـلرابطة العالمية لتنمية الزنوج المحدودة.
غضب العديد من مؤيدي غارفي، وانقسموا إلى كيانات منافسة مثل «نوادي غارفي» وغيرها من المنظمات، بناءً على تفسيرات الأعضاء المختلفة للأهداف الأصلية ومشاريع الرابطة العالمية لتنمية الزنوج.
لكن استمر الاعتراف بالرابطة رسمياً باعتبارها «الرابطة العالمية لتنمية الزنوج وعصبة المجتمعات الأفريقية». ظهر المنافسة «الرابطة العالمية لتنمية الزنوج وعصبة المجتمعات الأفريقية، أغسطس 1929، حول العالم»، برئاسة ماركوس غارفي بعد ترحيله إلى جامايكا.
عين غارفي «مايمي دي مينا» ممثلاً رسمياً عنه في ترأس المجال الأمريكي بعد طرده إلى جامايكا. كانت دي مينا خطيباً نارياً، وتحدثت الإسبانية والإنجليزية، وساعدت أيضاً في انتشار المنظمة عبر أمريكا اللاتينية ومنطقة البحر الكاريبي.

## الرابطة العالمية لتنمية الزنوج المحدودة
استمرت اـلرابطة العالمية لتنمية الزنوج المحدودة بالعمل بعد رحيل غارفي خارج نيويورك حتى عام 1941. بعد انتخاب ويستون في عام 1926 كرئيس عام للرابطة، خلفه فريدريك أوغستس توت (1929)، وكليفورد بورن (1930)، وليونيل أنطونيو فرانسيس (1931- 1934)، وهنريتا فينتون ديفيس (1934- 1940)، وليونيل أنطونيو فرانسيس (1940-1961)، والنقيب أ. ل. كينغ (1961- 1981)، وميلتون كيلي الابن (1981- 2007).
اعتُرف بالرئيس العام فرانسيس كالوريث الإداري الشرعي لأملاك السير إيزايا إيمانويل مورتي، في قرار تاريخي صادر عن المحكمة العليا في المملكة المتحدة في عام 1939 في بليز. نُقل المقر الإداري للمنظمة إلى بليز في عام 1941 عندما انتقل الرئيس العام من نيويورك إلى بليز.
بعد وفاة فرانسيس في عام 1961 أثناء إعصار هاتي، عادت الرئاسة إلى نيويورك تحت قيادة النقيب أ. ل. كينغ، الرئيس السابق للقسم المركزي في اـلرابطة العالمية لتنمية الزنوج في نيويورك. بعد وفاته في أوائل ثمانينيات القرن الماضي، تولى منظم غارفي –الذي عمل معه لفترة طويلة- ميلتون كيلي الابن الحكم الإداري واستمر في رئاسة الجمعية حتى عام 2007.

### الرابطة العالمية لتنمية الزنوج وعصبة المجتمعات الأفريقية، أغسطس 1929، حول العالم
واصلت الرابطة العالمية لتنمية الزنوج لعام 1929 برئاسة غارفي عملها في جامايكا حتى انتقل إلى إنجلترا في عام 1935، حيث أنشأ مكتباً للهيئة الأم للرابطة العالمية لتنمية الزنوج لعام 1929، وظل على تواصل مع جميع أقسامها. عقدت اتفاقيات الرابطة العالمية لتنمية الزنوج لعام 1929 في كندا في عامي 1936 و1937 و1938؛ وسُلّط الضوء على جلسات عام 1937 من خلال تقديم الدورة الأولى للفلسفة الأفريقية بقيادة غارفي.
مرض غارفي في يناير من عام 1940، وتوفي في 10 يونيو من عام 1940. شارك أعضاء الرابطة العالمية لتنمية الزنوج في جميع أنحاء العالم في تأبينه وإحياء ذكراه والمشاركة في المواكب على شرفه. قام الأمين العام إثيل كولينز بإدارة شؤون الرابطة العالمية لتنمية الزنوج لفترة وجيزة من نيويورك ريثما يتم تنصيب خلف لغارفي بشكل رسمي لإكمال فترة كرئيس عام.
عُيّن جيمس آر ستيوارت -وهو مفوض من ولاية أوهايو، وخريج دورة الفلسفة الأفريقية- خلفاً لغارفي، خلال مؤتمر لمفوضي الطوارئ في يونيو من عام 1940. في الأشهر التالية، نُقلت الهيئة الأم التابعة للرابطة العالمية لتنمية الزنوج من مقرها المؤقت في نيويورك إلى كليفلاند. بدأ العالم الزنجي الجديد في أكتوبر من عام 1940 النشر من كليفلاند. عُقدت لجنة لإعادة تأهيل الأعضاء المستائين، في نيويورك خلال شهر سبتمبر، بعد الاتفاقية الدولية لعام 1942 في كليفلاند.

### الهيئة الأم في مونروفيا
انتقل ستيوارت إلى مونروفيا، ليبيريا، في عام 1949، حيث حصل على الجنسية الليبيرية ونقل الهيئة الأم التابعة للرابطة العالمية لتنمية الزنوج إلى هناك. استمر في قيادة الجمعية كرئيس عام لها حتى وفاته في عام 1964. توغل ستيوارت وعائلته بأكملها في المناطق الداخلية للبلاد، من أجل التأسيس لأنفسهم في غبانديلا، ليبيريا؛ حيث أسست العائلة مستشفى ومدرسة ومزرعة.
نُقلت الهيئة الأم من مونروفيا إلى يونغزتاون، أوهايو، عندما توفي ستيوارت بسبب السرطان في عام 1964؛ وتولى جيمس بينيت زمام الأمور. خلفه بينيت فيرنون ويلسون في عام 1968.
بعد وفاة الرئيس العام ويلسون في عام 1975، أصبح ماسون هارفغريف الرئيس العام التالي. شهد هارفغريف خلال جلسات استماع بالكونغرس بالولايات المتحدة في أغسطس من عام 1987 فيما يتعلق بالتبرئة المقترحة لماركوس غارفي من تهمة الاحتيال الإلكتروني.
تضمنت النتائج التي توصلت إليها اللجنة القضائية: كان غارفي بريئاً من التهم الموجهة إليه. على الرغم من إقرار اللجنة أنه قد أدين سابقاً بسبب المناخ الاجتماعي لأمريكا في ذلك الوقت، لكنها لم تمتلك أي أساس قانوني فيما يتعلق بتبرئة الشخص المتوفي.
بعد وفاة الرئيس العام هارفغريف في عام 1988، سُلّمت جميع أوراقه وغيرها من مواد الهيئة الأم إلى الجمعية التاريخية للمحمية الغربية في كليفلاند، أوهايو لحفظها. حصل كليو ميلر الابن على منصب الرئيس العام منذ عام 1988 حتى الوقت الحاضر.